# یواس‌اس تنسی (اس‌اس‌بی‌ان-۷۳۴)
یواس‌اس تنسی (اس‌اس‌بی‌ان-۷۳۴) (به انگلیسی: USS Tennessee (SSBN-734)) یک زیردریایی است که طول آن ۵۶۰ فوت (۱۷۰ متر) می‌باشد. این زیردریایی در سال ۱۹۸۶ ساخته شد.